# Rhynchostegium aneuron
Rhynchostegium aneuron är en bladmossart som beskrevs av Kindberg 1890. Rhynchostegium aneuron ingår i släktet näbbmossor, och familjen Brachytheciaceae. Inga underarter finns listade i Catalogue of Life.